# Nialamida
Nialamida (Niamid, Niamide, Nuredal, Surgex) é um inibidor da monoamina oxidase (IMAO)  irreversível não-seletivo da classe hidrazina. que foi usado como um antidepressivo. Foi retirado do mercado pela Pfizer há várias décadas, devido ao risco de hepatotoxicidade.
A atividade antiaterogênica da nialamida foi utilizada para a concepção do piridinolcarbamato.